# Нафареулі
Нафареулі (груз. ნაფარეული) — село в Грузії.
За даними перепису населення 2014 року в селі проживає 2003 особи.